# آراس-۲۸ سارمات
آراِس-۲۸ سارمات (انگلیسی: RS-28 Sarmat؛ روسی: РС-۲۸ Сармат؛ نام‌ها گزارش‌شده توسط ناتو: اِس‌اِس-ایکس-۲۹ (به انگلیسی: SS-X-29) یا اِس‌اِس-ایکس-۳۰ (به انگلیسی: SS-X-30)، شیطان ۲ (به انگلیسی: Satan 2) موشک بالستیک قاره‌پیمای فوق سنگین با موتور سوخت مایع و مجهز به کلاهک‌های موشکی هدف‌گیری پرشمار مستقل (MIRV) است. این موشک از سال ۲۰۱۹ توسط سازمان طراحی موشک ماکیف توسعه داده می‌شود. هدف از ساخت این موشک جایگزینی با آر-۳۶اِم (R-36M) در زرادخانه روسیه است.
موشک سارمات به نام سَرمَت‌ها، قوم باستانی ایرانی‌تبار استپ‌های روسیه نام‌گذاری شده‌است.
سارمات یکی از شش جنگ‌افزار راهبردی نوین روسیه است که در ۱ مارس ۲۰۱۸ توسط پوتین رونمایی شد. انتظار می‌رود سارمات اولین پرواز آزمایشی خود را در ۲۰۲۲ انجام دهد و در اواخر همین سال، برای خدمات دهی آماده شود.

## مشخصات
آراِس-۲۸ سارمات قادر به حمل ۱۰ تُن محموله، حداکثر ۱۰ عدد کلاهک سنگین یا ۱۵ عدد کلاهک سبک هدف‌گیری پرشمار مستقل (MIRV) است. این موشک مجهز به سامانه حرکت غیرقابل پیش‌بینی و مانوردهی است. وزارت دفاع روسیه گفت است این موشک برای مقابلهٔ روسیه با سامانه حمله سریع جهانی ایالات متحده است. طول این موشک ۳۵٫۵ متر و قطر آن ۳ متر است.

## تاریخچه
در فوریهٔ ۲۰۱۴ یکی از مقامات رسمی ارتش روسیه اعلام کرد انتظار دارد تا سال ۲۰۲۰ توسعهٔ سارمات آغاز شود. در ماه می همان سال منبع رسمی دیگری اعلام کرد پروژهٔ سارمات سریع‌تر آغاز خواهد شد و در سال ۲۰۲۱، ۱۰۰ درصد زرادخانهٔ هسته‌ای روسیه را تشکیل خواهد داد.
در اواخر سال ۲۰۱۵ اعلام شد ساخت اولین موشک سارمات شکست خورده‌است. انتظار می‌رفت ساخت نمونه اولیه تا سال ۲۰۱۶ تکمیل شود. در ۱۰ اوت ۲۰۱۶، موتور سارمات به نام پی‌دی‌یو-۹۰ با موفقیت مرحلهٔ آزمایشی خود را گذراند. در اوایل ۲۰۱۷، نمونهٔ اولیهٔ سارمات ساخته و برای آزمایش به پایگاه فضایی پلستسک منتقل شد بود اما آزمایش آن برای بررسی دوبارهٔ اجزای سخت‌افزاری به تعویق افتاد. در اواخر دسامبر ۲۰۱۷، اولین پرتاب آزمایشی موفقیت‌آمیز سارمات در پایگاه فضایی پلستسک انجام شد. طبق گزارش‌ها این موشک چند ده کیلومتر پرواز کرده و به محدودهٔ هدف رسید. در ۱ مارس ۲۰۱۸، ولادیمیر پوتین رئیس‌جمهور روسیه اعلام کرد فاز فعال آزمایش این موشک آغاز شده. اندکی بعد یک منبع نظامی ناشناس اعلام کرد اطلاعات مربوط به موشک سارمات در سال ۲۰۰۷ به غرب درز کرده‌است. در ۲۴ دسامبر ۲۰۱۹، در نمایشگاه سامانه‌های تسلیحاتی نوین در مرکز مدیریت دفاع ملی اعلام شد برد زیر مداری این موشک ۳۵۰۰۰ کیلومتر است. پیش‌بینی می‌شود طی سال‌های ۲۰۲۰ تا ۲۰۲۷، موشک سارمات به تولید انبوه برسد و بیست عدد از آن ساخته شود.

## پیوندها به بیرون
- "The advent of a new Russian nuclear weapon". November 18, 2019.